# Dave Chappelle
David „Dave” Chappelle (ur. 24 sierpnia 1973 w Waszyngtonie) – amerykański komik, satyryk i aktor.

## Życiorys

### Młodość
Zaczął interesować się występami rodzaju stand-up już w szkole podstawowej. Inspirację stanowili dla niego ulubieni komicy i idole tacy jak Richard Pryor. W wieku 14 lat Chappelle zebrał w sobie odwagę aby wystąpić na scenie słynnego Apollo Theater w Harlemie w Nowym Jorku. Wygwizdano go, jednak później podczas programu Inside the Actors Studio opisał to przeżycie jako pouczające doświadczenie, które dodało mu odwagi aby kontynuować. Po rozwodzie rodziców przeniósł się z matką do Waszyngtonu, zaś wakacje spędzał z ojcem. Ukończył słynną szkołę sztuki Duke Ellington School of the Arts w Waszyngtonie.

### Kariera

#### Początki
W 1992 zadebiutował na ekranie występem w telewizyjnym programie Def Comedy Jam. W następnym roku po raz pierwszy zagrał w filmie Robin Hood: Faceci w rajtuzach, wcielając się w postać Apsika, a następnie zagrał w filmie Blues tajniaków jako Ozzie. Od 1994 do 1997 występował głównie na niskobudżetowych filmach i małych występach typu stand-up. W tym czasie otrzymał szansę pokazania się po raz pierwszy w swoim własnym programie telewizyjnym zatytułowanym The Dave Chappelle Project jednak odcinek pilotażowy nie spodobał się publiczności. Pojawił się w sitcomie Kumple na kanale ABC. Zagrał również w filmie Gruby i chudszy z 1996.
W 1998 nastąpił punkt zwrotny w jego karierze – zagrał jedną z głównych ról w filmie komediowym Żółtodzioby. Kontynuował występy w telewizji, komediach typu stand-up i w filmach. W 2000 roku Chappelle po raz kolejny ujął publiczność dzięki swoim specjalnym występom stand-up dla HBO zatytułowanym Killin' Them Softly.

#### 2003–2004:Chappelle's Showi przerwa w karierze
W 2003 zadebiutował w Comedy Central ze swoim własnym programem pt. Chappelle’s Show, który parodiował wiele aspektów amerykańskiej kultury, takich jak np. stereotypy rasowe, włączając w to również afro-amerykańskie dziedzictwo samego Chappella. To wszystko, w połączeniu z jego komentarzami na tematy społeczne i politycznie, sprawiło, że program szybko zyskał uznanie krytyków i odniósł sukces komercyjny. Pod koniec drugiego sezonu był to jeden z najlepiej oglądanych programów w telewizji kablowej, ustępując miejsca tylko kreskówce Miasteczko South Park. Dodatkowo pierwszy sezon programu wydany na DVD był najlepiej sprzedającym się telewizyjnym programem na DVD. Wobec ogromnej popularności, firma Viacom produkująca Comedy Central zaproponowała Chappellowi kontrakt opiewający na 55 milionów dolarów (dający jemu również zyski ze sprzedaży DVD) na kontynuowanie programu Chappelle’s Show przez następne dwa lata, jednocześnie zezwalając mu na branie udziałów w innych projektach.
Nagła popularność programu oraz sława stworzyły dla Chappella nowe problemy. Przykładowo, jeden z jego najbardziej znanych skeczów pt. Rick James Sketch ukazuje Chappella udającego znanego muzyka Ricka Jamesa. W skeczu Chappelle wykrzykuje kwestię „I'm Rick James, Bitch!”, która szybko stała się częścią kultury popularnej. Wkrótce, ku rozgoryczeniu Chappella, kwestia ta była wykrzykiwana przez jego fanów gdziekolwiek się nie ruszył, często w obecności jego żony i dzieci. Podczas występu w Southern Illinois University Carbondale Chappelle przerwał występ z powodu członka widowni, który nie przestawał powtarzać słynnej kwestii Ricka Jamesa. Po tym jak widownia wielokrotnie powtarzała frazę podczas jego występu w Memorial Auditorium Chappelle upomniał tłum i zszedł ze sceny. Podczas kręcenia trzeciego sezonu programu Chappelle’s Show nagle wyjechał do RPA. Oznajmił wówczas, że był niezadowolony z tego, w jakim kierunku zmierzał program, twierdząc, że presja ze strony kierownictwa stacji miała wpływ na zawartość programu. Oświadczył, że powodem wizyty w Afryce była chęć refleksji nad życiem i karierą. 3 sierpnia Charlie Murphy, jedna z występujących gwiazd w Chappelle’s Show, oznajmił w wywiadzie dla TV Guide, że Dave Chappelle skończył ze swoim programem i nie zamierza do niego wrócić.

#### Od 2005: Powrót do mediów
Pod koniec 2005 powrócił na swoją 65-akrową farmę niedaleko Yellow Springs i udzielił kilku improwizowanych występów w Los Angeles, San Francisco i Newport. 18 grudnia oznajmił w wywiadzie dla programu Za drzwiami Actors Studio, że na decyzję o wylocie do RPA miała wpływ śmierć jego ojca. Powiedział również, że plotki dotyczące jego rzekomych problemów z narkotykami dodatkowo przekonały go aby pozostał w RPA. 3 lutego 2006 w rozmowie z Oprah Winfrey oznajmił, że „nie był szalony” tylko „otoczenie wywierało niesamowitą presję”. Podczas wywiadów nie wykluczył powrotu do Chappelle’s Show aby „skończyć, to co zaczęliśmy”, jednak obiecał, że nie wróci dopóki nie nastąpią zmiany produkcji, takie jak lepsze środowisko pracy. Oznajmił również, że chciałby oddać połowę zysków ze sprzedaży płyt DVD na cele charytatywne i dla ludzi, którzy go wspierali. Chappelle wyraził pogardę dla pomysłu emisji nieukończonego materiału z trzeciego sezonu jego programu mówiąc, że takie posunięcie byłoby „brutalne”, oraz że nie wróci on do programu, jeśli Comedy Central wyemituje nieukończony materiał. 9 lipca 2006 Comedy Central wyemitowało pierwszy odcinek Chappelle’s Show: The Lost Episodes. Nieocenzurowane wydanie na DVD weszło do sklepów 25 lipca 2006.

### Życie prywatne
W 1998 przeszedł na islam. W wywiadzie z maja 2005 dla magazynu „Time” powiedział, że „jest to piękna religia, jeśli pojmujesz ją w prawidłowy sposób”.
W maju 2005 niektóre źródła podały informację, że Chappelle zgłosił się do zakładu psychiatrycznego w RPA, mówiono również, że jego decyzja dotycząca wylotu do Afryki związana była z jego rzekomymi problemami z uzależnieniem od narkotyków. Obu plotkom sam zainteresowany wielokrotnie zaprzeczał.

## Wydania programu na DVD
- Chappelle’s Show – sezon pierwszy, 2004
- Chappelle’s Show – sezon drugi, 2004
- Chappelle’s Show – Lost Episodes, July 25, 2006
- Dave Chappelle – Killin' Them Softly, 2000
- Dave Chappelle – For What It's Worth, 2004
- Dave Chappelle’s Block Party, 2006

## Filmografia
- 2018: Narodziny gwiazdy jako George „Noodles” Stone
- 2007: Ballers
- 2006: Dave Chappelle’s Block Party jako on sam
- 2002: Tajniak (Undercover Brother) jako Conspiracy Brother
- 2000: Ofiary losu (Screwed) jako Rusty P. Hayes
- 1999: Diamentowa afera (Blue Streak) jako Tulley
- 1998: Żółtodzioby jako Thurgood Jenkins
- 1998: 200 papierosów jako taksówkarz
- 1998: Masz wiadomość jako Kevin Jackson
- 1998: Woo jako Lenny
- 1997: Blondynka (The Real Blonde) jako Zee
- 1997: Lot skazańców jako Joe „Pinball” Parker
- 1997: Bowl of Pork jako Black Forrest Gump.
- 1997: Damn Whitey jako Dave
- 1996: Gruby i chudszy jako Reggie Warrington
- 1996: Karaluchy pod poduchy (głos) Karaluch
- 1996: Buddies jako Dave Carlisle
- 1994: Getting In jako Ron
- 1993: Robin Hood: Faceci w rajtuzach jako Apsik
- 1993: Blues Tajniaków jako Ozzie